# Manfred Alfred Maria Mayer
Manfred Alfred Maria Mayer (* 8. Juni 1950 in Landshut) ist ein deutscher Jurist. Er ist seit November 2015 in München als Rechtsanwalt und geschäftsführender Gesellschafter in der MAYBURG Rechtsanwaltsgesellschaft mbH tätig, spezialisiert auf die Rechtsgebiete des IT-, Computer- und Vergaberechts.
Ab Juni 2003 leitete er das Referat für E-Government und Rechtsfragen der Informations- und Kommunikationstechnik (IT) zunächst in der Bayerischen Staatskanzlei und von August 2009 bis Juli 2011 in der Stabsstelle des Beauftragten der Bayerischen Staatsregierung für die IT im Bayerischen Staatsministerium der Finanzen. Er koordinierte die bayerischen Aktivitäten in diesem Bereich. Vom August 2011 bis Oktober 2015 unterstützte er die Geschäftsführung der Messe München GmbH bei der Durchführung von IT-Messen im Bereich E-Government und Industrie 4.0.

## Biographie
Manfred Mayer studierte an der Ludwig-Maximilians-Universität München von 1969 bis 1973 Rechtswissenschaften. Nach seiner anschließenden Referendarsausbildung am Oberlandesgericht München von 1974 bis 1976 wurde er 1978 mit der Dissertation zum Thema „Patentrecht und Umweltschutz“ promoviert.
Nach dem Studium der Rechtswissenschaften, nach einer Tätigkeit als wissenschaftlicher Mitarbeiter am Max-Planck-Institut für Geistiges Eigentum war er von 1977 bis 1988 als Richter am Amtsgericht München und als Staatsanwalt in München tätig.
Des Weiteren leitete er von 1983 bis 1996 das EDV-Referat des Oberlandesgerichts München.
Von 1990 bis 1996 arbeitete er als Richter beim Oberlandesgericht München.
Ab 1996 war er Leiter des Referats für Organisation, Informations- und Kommunikationstechnik bzw. ab 2001 als Leiter des Referats für Rechtsfragen der Informations- und Kommunikationstechnik in der Bayerischen Staatskanzlei tätig.
2006 wurde Mayer zum Honorarprofessor der Universität der Bundeswehr München ernannt. An der Fakultät für Informatik hält er im Masterstudiengang Vorlesungen für Studenten der Informatik und Wirtschaftsinformatik.
Seit 2011 betreut er im MBA-Studiengang „IT-Management“ der Technischen Hochschule Ingolstadt, Institut für Akademische Weiterbildung (IAW), das Fachgebiet „IT-Recht“.
Unter maßgeblicher Mitwirkung von Mayer wurden im Freistaat Bayern die E-Government-Strategie entwickelt, der E-Government-Pakt mit den Kommunalen Spitzenverbänden und der E-Government-Dialog mit der Wirtschaft vorbereitet.
Mayer ist Vater von zwei Kinder und lebt im Landkreis München.

## Werke
- Patentrecht und Umweltschutz – Möglichkeiten und Grenzen des Patentrechts bei der Förderung von Entwicklung, Anwendung und Verbreitung umweltgerechter Technologien. Dissertation, Berliner Hochschulschriften zum Gewerblichen Rechtsschutz und Urheberrecht, Band 2, Wilhelm Nordemann (Hrsg.), Frankfurt am Main 1978, ISBN 3-261-02622-7.
- Technische Arbeits- und Entscheidungshilfen im Bereich der Zivil- und Strafjustiz. in Richter und Staatsanwalt im Dienst für den Bürger, herausgegeben vom Deutschen Richterbund, Carl Heymanns Verlag KG, Köln 1988, ISBN 3-452-21184-3.
- E-Government in Bayern – Deutschland online. E-Government in Bund und Ländern. in E-Government und virtuelle Organisation, Brosch/Mehlich (Hrsg.), Gabler Verlag Wiesbaden 2005, ISBN 3-409-14297-5.
- E-Government in Bayern: E-Government – Perspektive 2015. in Handbuch E-Government, Strategien, Lösungen und Wirtschaftlichkeit, Zechner (Hrsg.), Fraunhofer IRB Verlag, 2007, ISBN 978-3-8167-7261-3.
- E-government in Bavaria: E-government – Outlook 2015. in E-Government Guide Germany, Strategies, solutions and efficiency, Zechner (Hrsg.), Fraunhofer IRB Verlag, 2007, ISBN 978-3-8167-7268-2.
- Der (un)einheitliche Ansprechpartner, die Insel der Vernunft im Strudel der Umsetzung einer EG-Richtlinie über Dienstleistungen im deutschen Binnenmarkt. in Inseln der Vernunft: Liber Amicorum für Jochen Schneider, Verlag Dr. Otto Schmidt KG, Köln 2008, ISBN 978-3-504-06216-3.
- Eine Bestandsaufnahme von eGovernment in den Ländern – Das Beispiel Freistaat Bayern, in E-Government: Grundlagen, Instrumente, Strategien. 1. Aufl. 2010, Bernd W. Wirtz (Hrsg.), Gabler Verlag, 2010, ISBN 978-3-8349-1876-5.
- Digital-Business-Recht. in Digitalisierung in Industrie-, Handels- und Dienstleistungsunternehmen 1. Aufl. 2018, Lars Fend, Jürgen Hofmann (Hrsg.), Springer Gabler, 2018, ISBN 978-3-658-21905-5 (E-Book), doi:10.1007/978-3-658-21905-5.

## Auszeichnungen
- 1979: SCO-Preis für Umweltforschung der Universität St. Gallen
- 2001: egov Pioneer Award (E-Procurement Program) „eGovernment Sourcing Software“ des E-Gov's Government Solutions Center (GSC) Washington D.C.
- 2008: BIENE-Wettbewerb: Bronzene BIENE: Bayerisches Verwaltungsportal: „Verwaltung auf einen Klick“ Kategorie „Komplexe Recherche- und Serviceangebote“
- 2009: eGovernment Kommunikations Award[1]